# Massimo Palanca
Massimo Palanca (Loreto, 21 agosto 1953) è un ex calciatore italiano, di ruolo attaccante.
Ha raggiunto l'apice della sua carriera con la maglia del Catanzaro tra la metà degli anni 1970 e la fine degli anni 1980. Ha acquisito particolare fama per le sue marcature su calcio d'angolo: 13 i gol olimpici complessivi realizzati direttamente da corner.
Fu soprannominato Piedino d'oro,  ma anche Piedino di fata, per via del suo piede che misurava solo 37. Le scarpe gli venivano fatte su misura da "Pantofola d'Oro", laboratorio artigianale che aveva avuto clienti del calibro di Charles e Sívori. Dai tifosi del Catanzaro venne soprannominato "O Rey", mentre fu definito da Sandro Ciotti  "Uno dei migliori sinistri d'Europa".

## Carriera

### Giocatore

#### Gli inizi
Nativo di Loreto, crebbe a Porto Recanati con papà Renato, custode dello stabile dove la famiglia abitava e dove vi era un campetto di calcio, mamma Liliana, un fratello, Gianni, anch'egli calciatore, e sei sorelle.
Dopo aver segnato 18 gol col Camerino nel 1972 in Serie D, iniziò tra i professionisti in Serie C con il Frosinone. Con i gialloblù realizzò 17 reti in 38 incontri risultando il capocannoniere nel girone C della Serie C 1973-1974.

#### Catanzaro
Nella stagione 1974-75, dopo il mancato trasferimento alla Reggina, passò al Catanzaro. Al primo anno, sfiorò la promozione in serie A, perdendo, in campo neutro a Terni, lo spareggio promozione contro il Verona. L'anno seguente, tuttavia, ebbe modo di rifarsi, conquistando la sua prima promozione in serie A, seconda per il Catanzaro.
L'esordio in Serie A avvenne il 3 ottobre 1976 in Catanzaro-Napoli, chiusasi sullo 0-0. Fu capocannoniere della Serie B nella stagione 1977-78 con 18 reti, stagione culminata con la seconda promozione personale in massima Serie. L'anno seguente, si laureò capocannoniere della Coppa Italia 1978-1979, trascinando il Catanzaro fino alle semifinali. Sempre in quella stagione, rimasero nella memoria di tutti, catanzaresi e non, le tre reti (di cui una direttamente dal calcio d'angolo) segnate allo stadio Olimpico durante l'incontro con la Roma del 4 marzo 1979, finito 3-1 per i giallorossi di Calabria.
Il gol segnato direttamente dalla bandierina non è casuale per quello che a Catanzaro venne definito "L'imperatore" dalla Curva Ovest. In carriera ne ha segnati 13, tutti col piede sinistro. Il 19 dicembre 1979 giocò a Genova nella Nazionale "Sperimentale" di Enzo Bearzot, contro la Germania Ovest. Nella stagione più fortunata per la squadra calabrese (7º posto nel campionato di Serie A 1980-1981), segnò 13 reti, risultando il miglior marcatore del campionato dietro a Pruzzo. È stato il miglior cannoniere del Catanzaro in Serie A con 37 reti. Le sue presenze complessive in giallorosso sono 331, le reti 115.

#### Napoli, Como e Foligno
Nella stagione 1981-82 venne ceduto al Napoli dove non riuscì più a realizzare i colpi che l'avevano reso famoso. Segnò un solo gol e l'anno successivo si trasferì in prestito al Como in Serie B, dove riuscì a segnare solo due volte (contro il Milan con una punizione il 5 dicembre, e contro il Campobasso su rigore il 5 giugno). Richiamato a Napoli, presunte incomprensioni con l'allenatore Rino Marchesi e un solo gol in diciannove incontri lo fecero precipitare in Serie C2 a Foligno, dove siglò 18 reti in 47 incontri tra il 1984 e il 1986.

#### Ritorno a Catanzaro e ritiro

Palanca capitano del Catanzaro nel 1990, nella sua ultima stagione tra i professionisti.

Tornato a Catanzaro nella stagione 1986-87, in Serie C1, ritrovò lo smalto degli anni migliori, trascinando la squadra alla promozione con 17 reti in 29 gare, risultando anche il capocannoniere del torneo. A Catanzaro restò altre tre stagioni, in serie B, fino al suo ritiro dal calcio nel 1990 nelle quali realizzò 28 reti collezionando 97 presenze, mancando per un solo punto, nella stagione 1987-88, una nuova promozione in serie A.
In totale nella sua carriera ha collezionato, nei campionati professionistici, 478 presenze, di cui 147 in Serie A, con 115 i gol messi a segno (39 in A). 36 sono state invece le presenze in Coppa Italia, con 22 gol. Ha conquistato 4 volte il titolo di capocannoniere: nel 1973-1974 con il Frosinone in Serie C (18 reti in 38 partite); nel 1977-1978 con il Catanzaro in Serie B (18 reti in 32 partite); nel 1978-79 sempre con il club calabrese in Coppa Italia, con 8 reti in 7 partite; nel 1986-1987 ancora con il Catanzaro in C1 (17 reti in 29 partite).
Tre sono state le promozioni raggiunte, tutte con il Catanzaro: nel 1975-1976 e nel 1977-1978 dalla Serie B alla A; nel 1986-1987 dalla Serie C1 alla B.

### Dopo il ritiro
È stato uno dei commentatori televisivi delle partite trasmesse da ContoTV.
Il 23 agosto 2023 riceve la cittadinanza onoraria di Catanzaro.

## Statistiche

### Presenze e reti nei club
| Stagione         | Squadra          | Campionato       | Campionato | Campionato | Coppe nazionali | Coppe nazionali | Coppe nazionali | Coppe continentali | Coppe continentali | Coppe continentali | Altre coppe | Altre coppe | Altre coppe | Totale | Totale |
| Stagione         | Squadra          | Comp             | Pres       | Reti       | Comp            | Pres            | Reti            | Comp               | Pres               | Reti               | Comp        | Pres        | Reti        | Pres   | Reti   |
| ---------------- | ---------------- | ---------------- | ---------- | ---------- | --------------- | --------------- | --------------- | ------------------ | ------------------ | ------------------ | ----------- | ----------- | ----------- | ------ | ------ |
| 1970-1971        | Camerino         | D                | 16         | 2          | -               | -               | -               | -                  | -                  | -                  | -           | -           | -           | 16     | 2      |
| 1971-1972        | Camerino         | Prom.            | 28         | 13         | -               | -               | -               | -                  | -                  | -                  | -           | -           | -           | 28     | 13     |
| 1972-1973        | Camerino         | Prom.            | 27         | 16         | -               | -               | -               | -                  | -                  | -                  | -           | -           | -           | 27     | 16     |
| Totale Camerino  | Totale Camerino  | Totale Camerino  | 71         | 31         |                 | -               | -               |                    | -                  | -                  |             | -           | -           | 71     | 31     |
| 1973-1974        | Frosinone        | C                | 38         | 18         | CI+CI-S         | 0+?             | 0+?             | -                  | -                  | -                  | -           | -           | -           | 38     | 18     |
| 1974-1975        | Catanzaro        | B                | 35         | 4          | CI              | 4               | 1               | -                  | -                  | -                  | -           | -           | -           | 39     | 5      |
| 1975-1976        | Catanzaro        | B                | 33         | 11         | CI              | 4               | 0               | -                  | -                  | -                  | -           | -           | -           | 37     | 11     |
| 1976-1977        | Catanzaro        | A                | 18         | 5          | CI              | 4               | 3               | -                  | -                  | -                  | -           | -           | -           | 22     | 8      |
| 1977-1978        | Catanzaro        | B                | 32         | 18         | CI              | 3               | 2               | -                  | -                  | -                  | -           | -           | -           | 35     | 20     |
| 1978-1979        | Catanzaro        | A                | 30         | 10         | CI              | 7               | 8               | -                  | -                  | -                  | -           | -           | -           | 37     | 18     |
| 1979-1980        | Catanzaro        | A                | 29         | 9          | CI              | 4               | 2               | -                  | -                  | -                  | -           | -           | -           | 33     | 11     |
| 1980-1981        | Catanzaro        | A                | 28         | 13         | CI              | -               | -               | -                  | -                  | -                  | -           | -           | -           | 28     | 13     |
| 1981-1982        | Napoli           | A                | 23         | 1          | CI              | 6               | 0               | CU                 | 2                  | 0                  | -           | -           | -           | 29     | 1      |
| 1982-1983        | Como             | B                | 20         | 2          | CI              | -               | -               | -                  | -                  | -                  | -           | -           | -           | 20     | 2      |
| 1983-1984        | Napoli           | A                | 19         | 1          | CI              | -               | -               | -                  | -                  | -                  | -           | -           | -           | 19     | 1      |
| Totale Napoli    | Totale Napoli    | Totale Napoli    | 42         | 2          |                 | 6               | 0               |                    | 2                  | 0                  |             | -           | -           | 48     | 2      |
| 1984-1985        | Foligno          | C2               | 20         | 9          | CI-C            | ?               | ?               | -                  | -                  | -                  | -           | -           | -           | 20     | 9      |
| 1985-1986        | Foligno          | C2               | 27         | 9          | CI-C            | ?               | ?               | -                  | -                  | -                  | -           | -           | -           | 27     | 9      |
| Totale Foligno   | Totale Foligno   | Totale Foligno   | 47         | 18         |                 | -               | -               |                    | -                  | -                  |             | -           | -           | 47     | 18     |
| 1986-1987        | Catanzaro        | C1               | 29         | 17         | CI+CI-C         | 0+?             | 0+?             | -                  | -                  | -                  | -           | -           | -           | 29     | 17     |
| 1987-1988        | Catanzaro        | B                | 35         | 14         | CI              | 4               | 2               | -                  | -                  | -                  | -           | -           | -           | 39     | 16     |
| 1988-1989        | Catanzaro        | B                | 34         | 12         | CI              | 5               | 2               | -                  | -                  | -                  | -           | -           | -           | 39     | 14     |
| 1989-1990        | Catanzaro        | B                | 28         | 2          | CI              | 1               | 2               | -                  | -                  | -                  | -           | -           | -           | 29     | 4      |
| Totale Catanzaro | Totale Catanzaro | Totale Catanzaro | 331        | 115        |                 | 36              | 22              |                    | -                  | -                  |             | -           | -           | 367    | 137    |
| Totale carriera  | Totale carriera  | Totale carriera  | 549        | 186        |                 | 42              | 22              |                    | 2                  | 0                  |             | -           | -           | 597    | 210    |

## Palmarès

### Club
- Serie C1: 1

1986-1987 (girone B)

### Individuale
- Capocannoniere della Serie B: 1

1977-1978 (18 gol)
- Capocannoniere della Coppa Italia: 1

1978-1979 (8 gol)
- Capocannoniere della Serie C1: 1

1986-1987(17 gol)